# Eugenia Bock
Eugenia Bock (ur. 1 października 1904 w Jaśle, zm. 1941 w Warszawie) – polska opiekunka społeczna, wychowawca, współpracownica Janusza Korczaka.

## Życiorys
Edukowała się w Wiedniu, gdzie ukończyła zarówno szkołę średnią, jak i szkołę dla wychowawców dzieci. Od 1925 zamieszkała w Warszawie. Praktykowała, a potem pracowała w zakładach pedagogicznych prowadzonych przez Janusza Korczaka. 
W 1929 zapisała się do Studium Pracy Społeczno-Oświatowej Wolnej Wszechnicy Polskiej. Od 1930 do 1935 pracowała w Sekcji Pomocy Matce i Dziecku Obywatelskiego Komitetu Pomocy Społecznej. Pełniła tam początkowo funkcję rejestratorki, a następnie opiekunki. Następnie przeniosła się do Domu Sierot przy ul. Krochmalnej 92. Instytucja ta przeznaczona była dla dzieci żydowskich. 
Po napaści Niemiec na Polskę, w czasie okupacji niemieckiej pełniła funkcję kierownika Głównego Domu Schronienia Sierot i Ubogich Starców Starozakonnych przy ul. Wolskiej 18 (potem Leszno 127). Miała możliwość opuszczenia getta warszawskiego, do czego przyczyniła się m.in. Anna Chmielewska, ale odmówiła zostawienia swoich podopiecznych samym sobie, pozostając z nimi aż do śmierci w 1941.